# Amand de Rennes
Pour les articles homonymes, voir Amand et Saint Amand.
Amand de Rennes  (mort en 505 ?)  est un évêque de Rennes et saint catholique du VIe siècle.

## Biographie
Selon Amédée Guillotin de Corson on ignore tout de sa vie sinon que sur le point de mourir il reçoit la révélation divine que Melaine  devait être son successeur ! En conséquence, il le fait venir à lui et le désigne au clergé et au peuple de Rennes assemblé comme évêque D'après la vie de Saint Melaine d'Albert Le Grand il serait mort en 505 
Le Martyrologe romain fixe sa fête au 14 novembre.